# Rally Costa Brava de 2007
El Rally Costa Brava de 2007 fue la 55.ª edición y la novena ronda de la temporada 2007 del Campeonato de España de Rally. Se celebró del 19 al 20 de octubre.

## Clasificación final
| Pos. | Piloto               | Copiloto             | Coche                          | Tiempo    | Diff.   |
| ---- | -------------------- | -------------------- | ------------------------------ | --------- | ------- |
| 1.   | Miguel Ángel Fuster  | José Vicente Medina  | Fiat Abarth Grande Punto S2000 | 1:39:01.5 | 0.0     |
| 2.   | Joan Vinyes          | Jordi Mercader       | Citroën C2 S1600               | 1:40:15.3 | +1:13.8 |
| 3.   | Jesús Puras          | Carlos del Barrio    | Ferrari 360 Rally              | 1:40:46.5 | +1:45.0 |
| 4.   | Sergio Pérez Donosti | Pablo Marcos Secades | Renault Clio S1600             | 1:40:48.5 | +1:47.0 |
| 5.   | Sergio Vallejo       | Diego Vallejo        | Porsche 911 GT3                | 1:40:57.5 | +1:56.0 |
| 6.   | Josep Basols         | Alex Haro            | Mitsubishi Lancer Evo IX       | 1:41:12.2 | +2:10.7 |
| 7.   | Josep María Membrado | Jordi Vilamala       | Mitsubishi Lancer Evo IX       | 1:41:44.6 | +2:43.1 |
| 8.   | Yeray Lemes          | Rogelio Peñate       | Mitsubishi Lancer Evo IX       | 1:42:09.3 | +3:07.8 |
| 9.   | Víctor Senra         | David Vázquez        | Mitsubishi Lancer Evo IX       | 1:43:30.3 | +4:28.8 |
| 10.  | Eloy Entrecanales    | Borja Odriozola      | Porsche 911 GT3                | 1:43:36.9 | +4:35.4 |